# Youghal
Youghal (irl. Eochaill) – miasto portowe w południowej Irlandii w hrabstwie Cork.